# Yuen Long (district)
Cet article porte sur le district. Pour la zone urbaine du district, voir Yuen Long. Pour la nouvelle ville à Hong Kong, voir Yuen Long New Town.
Yuen Long (en chinois 元朗) est un district chinois situé dans le nord-ouest de Hong Kong, dans les Nouveaux Territoires. Il comprend notamment le quartier de Yuen Long. Il a une frontière avec Shenzhen.
Le district de Yuen Long (en chinois 元朗區 ; en cantonais Yale : Yùhn lóhng kēui, anciennement romanisé en Un Long) est l'une des régions de Hong Kong. Située au nord-ouest des Nouveaux Territoires, elle avait près de 550 000 habitants en 2006. Le district détient la population la plus jeune de Hong-Kong.

## Géographie
Le district de Yuen Long se situe sur la plus grande plaine alluviale de Hong Kong appelée Yuen Long Kam Tin. Avec une superficie de 144 km², le district administre de nombreux villages traditionnels tels que Ping Shan Heung, Ha Tsuen Heung, Kam Tin Heung, Pat Heung, San Tin Heung  et Shap Pat Heung, ainsi que Yuen Long Town  et Tin Shui Wai.
Deux  nouvelles villes se sont développées dans ce district.  La nouvelle ville de Yuen Long s'est développée à partir du lieu où se trouvait le marché de ville traditionnel de Yuen Long à la fin des années 1970. La nouvelle ville de Tin Shui Wai a été créée au début des années 1990 grâce à des terrains gagnés sur  des anciens étangs poissonneux qui étaient autrefois commun dans le district.

## Histoire
Depuis la dynastie Tang (en chinois 唐朝), Le clan Tang vit à Pat Heung. À l'instar de Tai Po, Yuen Long avait autrefois un marché de ville. 

## Culture

### Fêtes traditionnelles
Le Festival de Tin Hau (天后誕巡遊) se déroule au 23e jour du troisième mois du calendrier lunaire. Elle célèbre la naissance d’une divinité locale, Tin Hau. Pendant la journée, les habitants de plusieurs villages fortifiés partent de Fung Cheung Road, en passant par Kau Yuk Road et par le stade de Yuen Long pour arriver au temple de Tai Shu Ha Tin Hau, qui a une histoire de 300 ans.

### Cuisine
- Pun Choi (盤菜)

- Gâteau de l'épouse (老婆餅)

## Sites Touristiques

### Hong Kong Wetland Park
Hong Kong Wetland Park (香港濕地公園) se trouve dans la partie nord de Tin Shui Wai. Il était censé être une zone d'atténuation écologique pour les zones marécageuses perdues en raison de la construction de la nouvelle ville de Tin Shui Wai. En 1998, un projet nommé « International Wetland Park et Visitor Centre Feasibility Study » a été lancé par le Ministère de l’Agriculture, de la Pêche et de la Conservation  et par le Comité du Tourisme de Hong-Kong en vue de transformer la zone d'atténuation écologique en un espace marécageux consacré à l'écotourisme. Après avoir conclu qu’il était possible de développer un espace marécageux sans compromettre ses objectifs prévus d'atténuation écologique, le développement de Wetland Park permettra également d’améliorer la fonction écologique de la zone jusqu'à en faire un site touristique et de protection mondial à des fins d'éducation. Les parties concernées ont démarré l'établissement du projet Wetland Park, qui est considéré comme l’un des projets du millénaire par les administrations hongkongaises.

### Kat Hing Wai
Kat Hing Wai (吉慶圍) à Kam Tin est l’un des villages fortifiés les plus célèbres du district. Il est le village ancestral des Tang, qui représente l'un des « cinq plus grands clans » du territoire. Construit par les Tang il y a 500 ans, c’est un village fortifié rectangulaire d’une longueur de 100 mètres et d'une largeur de 90 mètres. Tel un bastion, Kat Hing Wai a été utile aux Tang à travers les siècles. Au cours de la dynastie des Qing, un mur de briques bleues haut de cinq mètres ainsi que quatre tours à canon ont été ajoutés pour se défendre contre les bandits.
- Itinéraire: Ligne Ouest du Métro Léger , Station Kam Sheung Road ou lignes KMB 54, 64K et 77K

### Nam Sang Wai
Nam Sang Wai (南生圍) s'étend sur une surface à peu près triangulaire. Le village est bordé à l'ouest par la rivière Shan Pui, le séparant de la zone industrielle de la ville de Yuen Long, à l'est par la rivière Kam Tin, puis un bras de la même rivière au sud.  C'est un sanctuaire pour de nombreux oiseaux, tels que les mouettes, les canards pilets (Anas acuta), les canards à bec jaune (Anas poecilorhyncha), les spatules à face noire (Platalea minor). La flore inclut des roseaux et des mangroves.

### Marais de Mai Po
Les marais de Mai Po (米埔) sont situés au centre des zones humides. Ils sont devenus un sanctuaire d'importance internationale le long de la route de migration vers l'Asie du Sud-Est et l'Australie, permettant aux oiseaux migrateurs de s'arrêter et de s'alimenter. La saison d’observation des oiseaux se déroule d’octobre à mai et plus de 300 espèces d’oiseaux, dont beaucoup ont été rarement vues en dehors de la zone, ont été enregistrées.
Les touristes peuvent aller à Mai Po par les différents moyens suivants:
- À partir de Central, prendre la route 968 jusqu'à la gare routière de Yuen Long (Ouest), puis prendre un taxi.

- À partir de l'arrêt Sheung Shui prendre le bus n°76K ou le minibus rouge n°17 jusqu'au village de Mai Po, puis marcher jusqu'aux marais (environ 20 minutes).

Le 30 janvier 2004, le gouvernement a suspendu les visites du public à la réserve marécageuse de Mai Po afin de protéger la population contre la grippe aviaire (H5N1).

### Sentier patrimonial de Ping Shan
Le sentier patrimonial de Ping Shan (屏山文物徑), chemin d'1 km inauguré le 12 décembre 1993, a été conçu pour relier plusieurs monuments historiques ainsi que d'autres qui ont appartenu au clan des Tang à Ping Shan (notamment la pagode Tsui Sing Lau 聚星樓 et le temple ancestral des Tang 鄧氏宗祠).
- Itinéraire: arrêt MTR Ping Shan, ou arrêt Hang Mei Tsuen ou bien ligne Ouest arrêt MTR de Tin Shui Wai

### Tai Fu Tai
Le manoir Tai Fu Tai (大夫第) à San Tin, a probablement été construit en 1865 sous le règne de la dynastie Qing. C’est une demeure richement ornée, située sur un terrain spacieux et dotée à l'avant d'un grand espace ouvert et à l'arrière d'un jardin. L'ensemble est entouré d’un mur de brique vert. Il représente un bel exemple d’habitation chinoise traditionnelle de la classe noble et érudite, et il est certainement l’un des monuments les plus élégants de tout le territoire.
- Itinéraire: Ligne de bus KMB 76K jusqu'à San Tin

### Tai Lam Country Park
Tai Lam Country Park (大欖郊野公園) s'étend sur 54 km² dans la partie occidentale des Nouveaux Territoires. En matière de géologie, le nord-est de la zone est recouverte de porphyre . Mais concernant le reste, le lieu est composé d'un granit très érodable décomposé. En 1952, la reforestation a débuté comme une mesure visant à protéger le bassin versant. Malgré la pauvreté des sols et les séquelles liées aux incendies qui ont eu lieu au fil des années, des types d'arbres tels que l'Acacia confusa le Lophostemon confertus le Pinus massoniana, le Pin d'Eliott ainsi que des espèces d'Eucalyptus couvrent maintenant la grande majorité du parc. En outre, la flore offre également un bon habitat pour les oiseaux, les pangolins, les tigres de Chine Méridionale et des muntjacs. Néanmoins, Tai Lam est un endroit idéal pour exercer des activités de plein air grâce à son éloignement.

### Yuen Long Park
Yuen Long Park (元朗市鎮公園) est un parc de la ville du même nom doté d'installations récréatives, et s'y trouve une pagode à 7 étages qui entoure une volerie, devenant ainsi un point de repère de Yuen Long.
- Itinéraire: arrêt MTR de Shui Pin Wai, ligne de bus LWB E34 ou lignes de bus KMB 68X, 268B, 268C, 268X, 269D, 276, 276P, B1,68E (descendre du bus à Yuen Long Park.)

## Transport
Situé dans le nord-ouest des nouveaux territoires, le district de Yuen Long dispose d'un réseau de transport public très développé. Il est facilement accessible depuis les différentes parties de Hong Kong en bus, mini-bus ou en métro.
- Les services en bus sont fournis par Kowloon Motor Bus, Citybus et Métro de Hong Kong (MTR)
- Les services de la Ligne du Réseau Ouest (MTR) et ceux du Métro Léger sont fournis par MTR.
- Minibus publics

Les taxis y compris ceux des Nouveaux Territoires (verts) et publics.